# Светска криза
Светска криза је опис Првог светског рата који је написао Винстон Черчил и који је објављен у пет томова. Серијал је објављен између 1923. и 1931. године, и радња је пре његовог другог серијала књига Други светски рат. Светска криза је и аналитичка и у неким деловима оправдава Черчилову улогу у рату."
Његов амерички биограф, Вилијам Манчестер, је написао: "Његово ремек-дело је Светске криза, објављено у периоду од неколико година, од 1923 до 1931, у шест томова, на преко 3.261 страна, о Великом рату. Почиње од 1911. године и завршава са последицама рата 1920-их."[2] Укупно је имало 2517 страна без Источног фронта. Британски историчар Роберт Џејмс такође пише да је књига ремек-дело, за разлику од Черчиловог наредног рада Молборо: његов живот и време.[3]
Вест да је Черчил писао о рату се брзо прочула по Лондону. Томови су објављени у периоду од 1923. до 1931.[5] У књигама је оправдао своју позицију и акције за време рата. Књиге су углавном лепо усвојене; иако је неименовани колега рекао да је Винстон написао огромну књигу о себи, и назвао је "Светска криза", и Артур Балфур је рекао да је заправо читао Черчилову аутобиографију прерушен у историју универзума.[6]

## Томови

### Том I: 1911.–1914. (објављен 1923)
Иако би радња требало да почне 1911. године, када је Черчил постао шеф Адмиралитета, она почиње 1870. са француско-пруским ратом, а завршава са Балканским ратовима.

### Том II: 1915. (објављен 1923)
Године 1915 је била  "година лоше среће савезника", почевши са мртвом тачком на западу, а завршава се са Дарданели кампањом (Галипоље). "

### Џери I: 1916.–1918. (објављен 1927, у деловима I & II)
Ова књига почиње са савезничком Врховном командом почетком 1916. године. Има поглавља о Вердену, Соми, румунској катастрофом, уклањању Фоша након Соме, и америчкој интервенцији. Поглавље о Британије обухвата шему и мобилизацију Дерби, штампу и то што Лојд Џорџ постаје премијер. Током првих осамнаест месеци догађаја књиге, Черчил је није био на дужности и командовао је батаљоном.
У другом делу каже да су до краја 1915. ресурси Британије били стабилни. До сада, након три године (двадесет месеци) острво је постало арсенал са новим државним фабрикама које почињу да раде. Али борбе фронтови сада упијају сву производњу. Морнарица није погођена кризом муниције 1915. године, и они су имали приоритет. Француска и Италија су такође имале помен. Поглавља о борбеним фронтовима почети са победом подморница, и о потреби спасе Италија од колапса после битке код Кобарида. Књига се завршава са "Да ли ће нова генерација, бити жртвована за црне рачуне Тевтонције и Галије? Хоће ли наша деца да крваре и згражавају поново у страним земљама? "
Том је првобидно објављен у два дела, али у каснијим издањима су означени као Томови III и IV, стварајући лажан утисак да је оригинал имао шест томова, а не пет.

### Џери II: Последице 1918.–1922. (објављен 1929)
Предговор каже да се књига углавном бави реакцијама ван мировне конференције у "ходницима Париза и Версаиллес", иако постоје поглавља о конференцији, Лиги народа и мировним уговорима. Черчил оптужује Версајски споразум као сувише оштар, јер је било очигледно да ће изазвати проблеме у будућности.
Черчил истиче да је лично присуствовао Конференцији мира. У књизи има поглавља о Русији, Пољској, Ирској, Грчкој и Турској, уз додатке о конференцији у Каиру, Ираку, и "пацификацији на Блиском истоку". 

### Џери III: Источни фронт (објављен 1931)
Последњи том који ће бити објављен говори (према предговору) о сукоба између Русије и Немачке. Књига почиње са Босном, убиством надвојводе и у дому Хабсбурга, а завршава пропашћу три куће: Романова, Хабсбурга и Хоенцолерна. Такође пише о одласку Русије из рата после бољшевичке револуције 1917.

### Скраћена верзија
Скраћено и измењено издање, са додатним поглављем о бици на Марни и уводом Черчила, је објављено 1931. године. Такође, дневни гласник је објавио јефтино издање у два тома како би "радничка класа по први пут могла да прочита приче Галипоља", али се књиге нису продавале добро.

## ПрихваћеностСветске кризе
Реакција је углавном била добра. Томас Едвард Лоренс каже је други том увелико најбоља ратна-књига коју је прочитао. 
Мада је неколико војних писаца критиковало неке од ставова и статистика у тому III.  
До 1930. његов опис у прва три тома је ригорозно критикован, али без обзира заслужује признање као ремек-дело, јер је одиграла важну улогу у историји. 

## ПисањеСветске кризе
Светска криза је почела као одговор на лорд Ешеров напада на Черчилове поступке 1914. у Ешеревој књизи "Трагедија Лорд Киченера". Али убрзо се проширила у општу историју у више томова. Томови су мешавине војне историје, писане Черчиловим уобичајеним наративним стилом, дипломатске и политичке историје, портрети других политичких и војних личности и личних мемоара.
Черчил је био плодан писац, јер није имао личне приходе када није био у парламенту (од 1922. до 1924), или на власти. Черчил је буквално "живео од књиге до књиге, и од једног чланка до другог". За две године док није био у парламенту је објављивао збирке његових говора и зарадио 13.200 £ за 33 чланака у разним часописима. 
Британска издања Светске кризе су продата у 80.551 примерака, и донела му 58.846 £ хонорара, који су били између 30% и 33%. Он је купио његову кућу "Четвел" 1922. године од ових зарада.   Америчко издање Светске кризе му је донело 20.633 $. Манчестер је рекао да је Черчил написао "врхунски примерак" стога је био један од највећих светских високо плаћених писаца. У 1931. његов приход одписања је био 33,500 £. Тајмс је објавио делове четири тома серијала у Недељној Хроници.
Године 1923. он је рекао својој жени "Имам 8 чланака да напишем чим завршим књигу: 500 £, 400 £ & 200 £. Нећемо гладовати"; али књигу није завршо више од осам година, и написао је пет томова на 2.517 страница. Последња три тома су написана док је био министар. Он је првобитно замислио да буде серијал од два тома о његовом раду у Адмиралитету. Он је 1915. написао у писму Клементу "Желео бих да се једног дана зна истина" (што указује мотив да оправда своје поступке). У писању су му помагали сарадници, адмирал Хенри Џексон (који је проверавао чињенице) и Еди Марш (који је проверавао граматику и правопис).[18]

## Черчил у Првом светском рату и последице
Черчил је био Први Лорд адмиралитета од октобра 1911. до маја 1915. Од маја 1915. године имао је посао канцелара у Војводству Ланкастера, као и у Кабинету и на Дарданели одбору. У новембру 1915. он је поднео оставку из Владе и све до јуна 1916. године био у активној служби на Западном фронту као пуковник, а затим као потпуковник. Онда је наставио своју активну политичку каријеру у дому. Од јуна 1917. до децембра 1918. био је министар муниције, али не и члан малог ратног кабинета. Од јануара 1919. до фебруара 1921. је био државни секретар за рат и ваздухом, и укључен у мобилизацију војске (1919), интервенцији у Русији (1919) и ирску кризу (1919—1921) . До октобра 1922. године је био државни секретар за колоније. Он је био у влади за време рата, осим од 1915. до 1917, и узимао је белешке и документе за његово писање.
Три акције за које је највише критиковали су: Одбрана Антверпа 1914.; Дарданели кампања 1915.; и интервенција у Русији од 1919. до 1920.